# Nom de code : Oies sauvages
Pour plus de détails, voir Fiche technique et Distribution.
Nom de code : Oies sauvages (titre original : Arcobaleno selvaggio) est un film de guerre italo-allemand réalisé par Antonio Margheriti (crédité comme Anthony M. Dawson), sorti  en 1984.

## Synopsis
À Hong Kong, un agent de la DEA, Frank Fletcher, dirige une opération militaire consistant à démolir des entrepôts cachés dans le Triangle d'or asiatique où un redoutable trafiquant de drogue thaïlandais stocke des tonnes d'opium. Son projet risqué est soutenu par divers gouvernements et financé par un milliardaire, Brenner.
Fletcher, Brenner et son assistant, l'ancien mercenaire Charlton, engagent Robin Wesley, un père de famille dont le fils est mort d'une overdose d'héroïne, à la tête d'un commando qui devra détruire les stocks de drogue en question. Après un entrainement intensif, Wesley et ses mercenaires arrivent enfin dans la jungle thaïlandaise. Après avoir rencontré des guérilleros, qui les accompagnent dans leur mission, et perdu des hommes au combat contre un général corrompu et ses troupes lourdement armées, Wesley et ses derniers soldats réussissent à s'emparer d'un hélicoptère du camp ennemi pour se rendre dans l'entrepôt où ils détruisent les réserves de drogues. Mais, à l'intérieur d'un coffre-fort, Wesley découvre un disque dur dont le contenu pourrait être compromettant pour les commanditaires de l'opération.

## Fiche technique
- Titre italien : Arcobaleno selvaggio
- Titre français : Nom de code : Oies sauvages
- Titre allemand : Geheimcode: Wildgänse
- Titre anglais : Code Name: Wild Geese
- Réalisation : Antonio Margheriti (crédité comme Anthony M. Dawson)
- Scénario : Michael Lester
- Musique : Eloy
- Photographie : Peter Baumgartner
- Production : Erwin C. Dietrich
- Pays d'origine :  Allemagne de l'Ouest,  Italie
- Langue originale : anglais
- Format : Couleur - Stereo - 35mm
- Genre : film de guerre
- Durée : 101 minutes
- Dates de sortie : 
  -  Allemagne de l'Ouest : 5 octobre 1984
  -  France : 17 juillet 1985

## Distribution
- Lewis Collins : Robin Wesley
- Lee Van Cleef (VF : Georges Atlas) : China
- Ernest Borgnine (VF : Jean Violette) : Frank Fletcher
- Klaus Kinski (VF : Roger Rudel) : Charlton
- Manfred Lehmann : Klein
- Mimsy Farmer : Kathy Robson
- Thomas Danneberg : Arbib
- Frank Glaubrecht : Stone
- Hartmut Neugebauer : Brenner
- Wolfgang Pampel : Baldwin
- Luciano Pigozzi : Priest
- Bruce Baron : Kowalski
- Rene Abadeza : Kim
- Protacio Dee : général Lao Khan

## À noter
- Le titre et le thème du film rappelle Les Oies sauvages, un film britannique d'Andrew V. McLaglen sorti en 1978.
- Le film comporte une suite, du même réalisateur, sortie quatre ans plus tard : Le Triangle de la peur (Il triangolo della paura).